# Machimus lacinulatus
Machimus lacinulatus là một loài ruồi trong họ Asilidae. Machimus lacinulatus được Loew miêu tả năm 1854.

## Hình ảnh

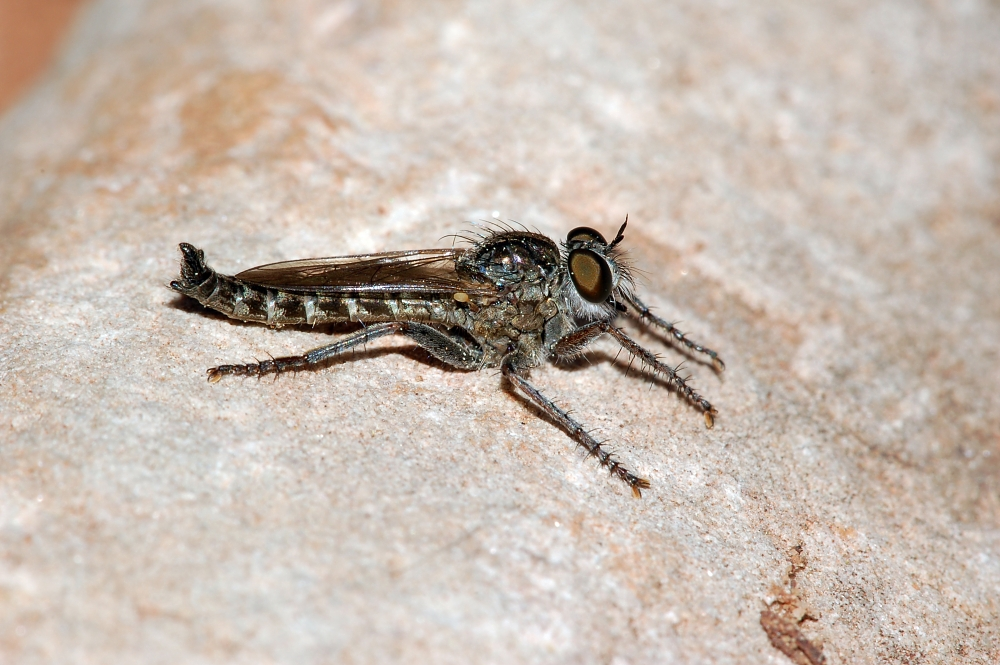
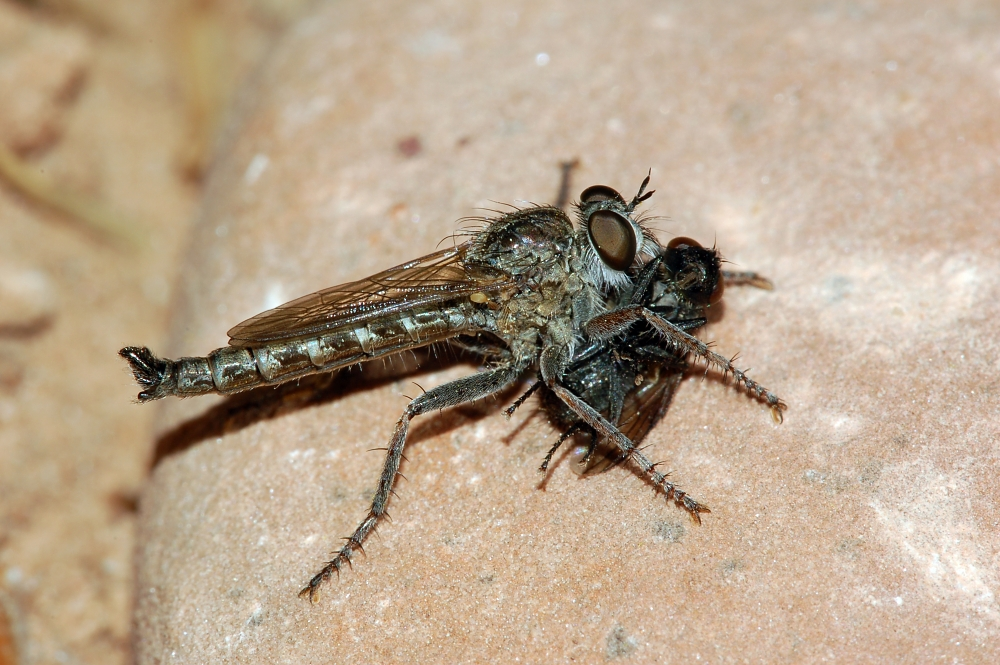